# 울프-카이코프 효과

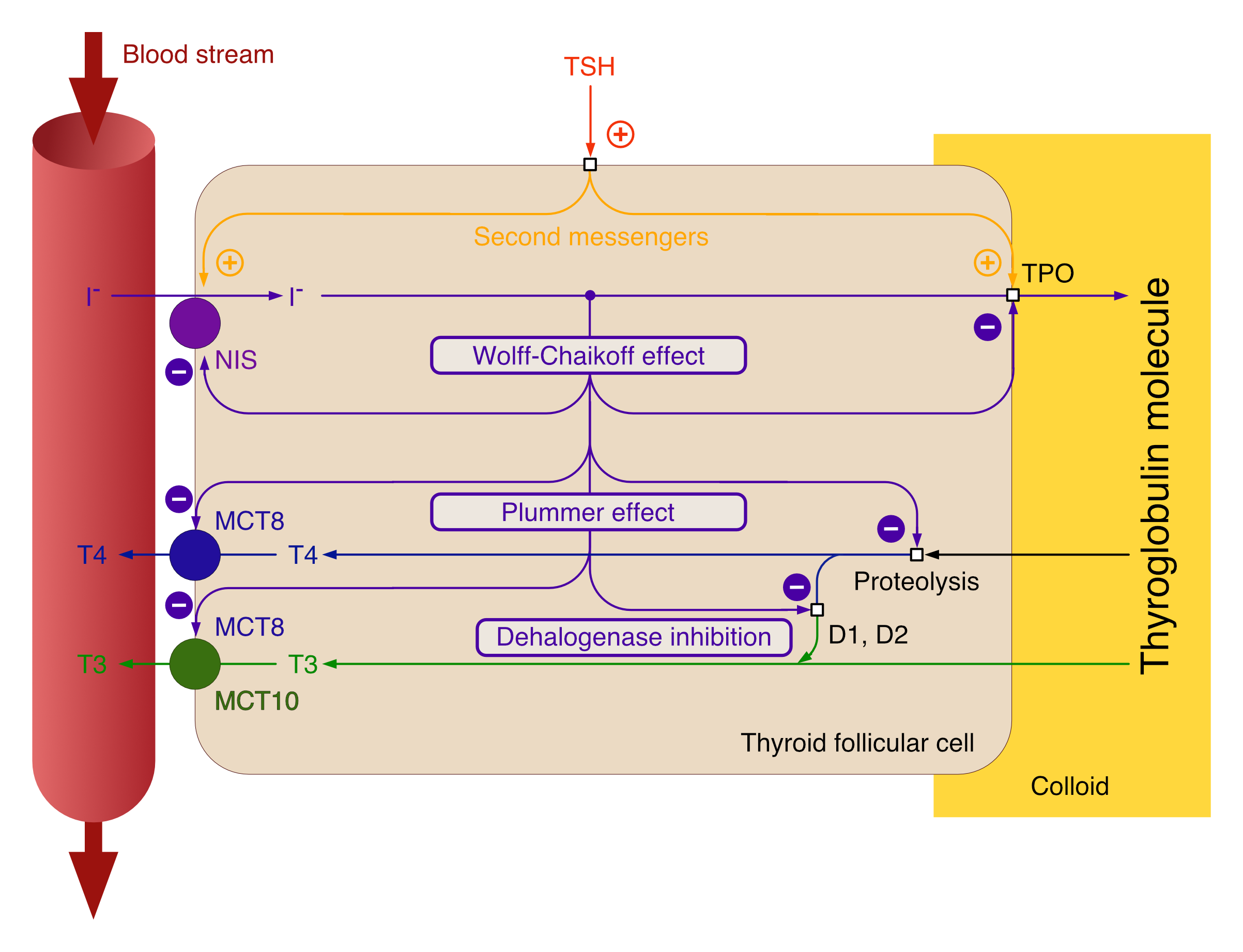
아이오딘의 과도한 공급으로 인해 갑상샘중독증이 일어나지 않도록 보상하는 기전

울프-카이코프 효과(Wolff–Chaikoff effect)는 다량의 아이오딘 섭취로 인해 발생한다고 추정되는 갑상샘호르몬 농도의 감소 현상이다.
캘리포니아 대학교 버클리의 얀 울프(Jan Wolff)와 이스라엘 라이언 카이코프(Israel Lyon Chaikoff)에 의해 1948년 처음 발견되었다. 이들은 쥐에 아이오딘을 주사했을 때 갑상샘에서 갑상샘글로불린의 아이오딘이 부착되는 과정(유기화, organification)이 완전히 억제되었다고 기록했다.
그레이브스병 환자는 갑상샘 기능이 정상인 환자에 비해 울프-카이코프 효과에 더 민감하며, 아이오딘은 이로 인해 그레이브스병 관리에 이용되어 왔다.
울프-카이코프 효과는 갑상샘에서 갑상샘호르몬을 만들기 위해 갑상샘소포 안에서 일어나는 유기화 과정을 억제하는 자가조절 기전으로 알려져 있다. 순환 아이오딘 농도가 높아졌을 때, 울프-카이코프 효과는 갑상샘이 너무 많은 양의 아이오딘을 흡수하지 못하도록 하여 갑상샘에서 과량의 갑상샘호르몬이 합성되지 않도록 막는다. 과도한 아이오딘은 일시적으로 갑상샘에서 유기화 과정을 억제한다. 정상적인 갑상샘 기능을 가진 사람에서는 갑상샘이 울프-카이코프 효과로부터 벗어나 유기화 과정을 재개한다. 그러나 기저에 자가면역성 갑상샘 질환이 있는 환자의 경우 높은 농도의 아이오딘으로 인한 억제 효과가 지속될 수 있다.
울프-카이코프 효과는 10일 내외 정도 지속되며 이후에는 '탈출 현상'(escape phenomenon)이 발생하여 아이오딘의 유기화와 갑상샘과산화효소(TPO) 기능의 정상화가 일어난다.
갑상샘기능항진증(특히 갑상샘위기)에 대하여 다량의 아이오딘을 투여하여 갑상샘을 억제한다는, 울프-카이코프 효과를 기반으로 한 치료 전략이 활용되어 왔다. 프로필티오우라실이나 메티마졸 등의 항갑상샘제가 발달하기 전까지는 아이오딘화물을 사용하여 갑상샘기능항진증을 치료했다. 아이오딘화물을 투여 받은 갑상샘기능항진증 환자들은 갑상샘절제술을 받은 환자들과 비슷한 정도의 기초대사율 감소를 겪었다. 또한 울프-카이코프 효과를 통해 아미오다론과 같은 여러 아이오딘이 포함된 약물을 복용했을 때 왜 일부 환자들에서 갑상샘기능저하증이 나타나는지를 설명할 수 있다. 한편 원자력으로 인한 비상 상황에서 아이오딘화 칼륨을 사용하는 이유에도 울프-카이코프 효과가 일부 관련되어 있다.

## 같이 보기
- 아이오딘화 칼륨
- 아이오딘-아이오딘화 칼륨